# Class Act
Pour les articles homonymes, voir La Grande Classe.
Pour plus de détails, voir Fiche technique et Distribution.
Class Act (ou La grande classe au Québec) est un film américain réalisé par Randall Miller, sorti en 1992.

## Synopsis
Un bon élève et un délinquant juvénile voient leurs résultats scolaires inversés.

## Fiche technique
- Titre : Class Act
- Réalisation : Randall Miller
- Scénario : Michael Swerdlick, Wayne Allan Rice, Richard Brenne, John Semper et Cynthia Friedlob
- Musique : Vassal Benford
- Photographie : Francis Kenny
- Montage : John F. Burnett et Richard Leeman
- Production : Todd Black et Maynell Thomas
- Société de production : Warner Bros.
- Société de distribution : Warner Bros. (États-Unis)
- Pays :  États-Unis
- Genre : Comédie
- Durée : 98 minutes
- Dates de sortie : 
  -  États-Unis : 5 juin 1992

## Distribution
- Christopher Reid : Duncan
- Christopher Martin : Blade
- Karyn Parsons : Ellen
- Thomas Mikal Ford : Mink
- Meshach Taylor : le père de Duncan
- Mariann Aalda : la mère de Duncan
- Loretta Devine : la mère de Blade
- Rick Ducommun : l'officier de probation Reichert
- Tony Simotes : Dr. Oppenheimer
- Simply Marvalous : Mlle. Jackson
- Jack Gibson : Janitor
- Raye Birk : le principal Kratz
- Rhea Perlman : Miss Simpson
- Gabe Green : Rashid
- Doug E. Doug : Popsicle
- Alysia Rogers : Damita
- Lamont Johnson : Wedge
- Randy Jandt : Dorky Kid
- Reginald Ballard : Fruity
- David Basulto : Go-Go
- Patricia Fraser : Mme. Ipswitch
- George Alvarez (en) : Tommy
- Michael Whaley : Tyrone
- D. J. Wiz : D. J.
- Sam McMurray : Skip Wankman

## Accueil
Le film a reçu un accueil mitigé de la critique. Il obtient un score moyen de 49 % sur Metacritic.